# زمین‌لرزه ۱۹۵۸ ژاپن
زمین‌لرزه ژاپن  در تاریخ ۱۱ مارس ۱۹۵۸ میلادی، برابر با ‎۲۰ اسفند ۱۳۳۶، ساعت ۰:۲۵:۵۳ به زمان یوتی‌سی در ژاپن رخ داد. ژرفای این زلزله ۳۵ کیلومتر بود. بزرگی آن ۷٫۲ در مقیاس mB اعلام شده‌است. زمین‌لرزه به وقت محلی در روز سه‌شنبه، ساعت ۹ روی داده و منطقه زمانی آن یوتی‌سی +۹ بوده‌است .
سازمان زمین‌شناسی آمریکا نیز جای این زمین‌لرزه را در مختصات ۲۵°شمالی ۱۲۵°شرقی / ۲۵°شمالی ۱۲۵°شرقی و بزرگی آنرا برابر با ۷٫۵ در مقیاس ریشتر اعلام کرده‌است. ژرفای گزارش شده از سوی این سازمان ۷۰ کیلومتر می‌باشد.
شمار کشتگان زلزله حدود ۲ نفر بوده‌است.تعداد زخمیان ۴ نفر برآورده شده‌است.